# Kerabistus
Kerabistus is een geslacht van wandelende takken uit de familie Aschiphasmatidae. De wetenschappelijke naam van dit geslacht is voor het eerst voorgesteld door Philip Edward Bragg in een publicatie uit 2001. De soorten van dit geslacht komen in India en Zuidoost-Azië voor.

## Soorten
Het geslacht Kerabistus omvat de volgende soorten:

### OndergeslachtKerabistusBragg, 2001
- Kerabistus dulichia (Westwood, 1859)
- Kerabistus fulvescens (Redtenbacher, 1906)
- Kerabistus fuscosignatus (Brunner von Wattenwyl, 1893)
- Kerabistus horni (Redtenbacher, 1908)
- Kerabistus macrocephalum Bragg, 2001
- Kerabistus murphyi Seow-Choen, 2017
- Kerabistus nigrogeniculatus (Redtenbacher, 1906)
- Kerabistus sjostedti (Günther, 1935)
- Kerabistus vantoli Bragg, 2001

### OndergeslachtRhadinobistusBragg, 2001
- Kerabistus hollowayi Bragg, 2001
- Kerabistus klantei Bragg, 2001
- Kerabistus marginatus (Redtenbacher, 1906)